# Qiqihar
Qiqihar is een stad in de gelijknamige prefectuur in de noordelijke provincie Heilongjiang, Volksrepubliek China. Bij de volkstelling van 2020 had de stad 1.029.522 inwoners, de gehele prefectuur had 4.067.489 inwoners.
De bevolkingsmix is Han (de meerderheid), Manchu, Daur en Mongolen. In de omgeving van Qiqihar zijn uitgestrekte moeraslanden te vinden, alsmede Natuurreservaat Zhalong, dat vooral bekendstaat als broedgebied voor de bedreigde Chinese kraanvogel (Grus japonensis). Qiqihar is een van de oudste steden van Noordoost-China en werd in 1691 gebouwd.
De staalfabriek van Beiman Special Steel, een onderdeel van de Dongbei Special Steel-groep, is in Qiqihar gevestigd.